# Wacław Piskorski
Wacław Piskorski (ur. 13 września 1853 w Warszawie, zm. 13 listopada 1928 tamże) – warszawski białoskórnik, starszy warszawskiego cechu białoskórników przez 43 lata, syn Augusta Piskorskiego, ojciec m.in. Leonarda Piskorskiego i Tomasza Piskorskiego.

## Życiorys
Urodził się przy ul. Gęstej 18. Po ukończeniu gimnazjum w Warszawie początkowo uczył się w zakładzie ojca. W czasie 6-letnich praktyk w wielu zakładach białoskórniczych w zachodniej i południowej Europie poznał najnowsze ówczesne techniki białoskórnicze. Po powrocie z zagranicy w 1878 roku przejął zakład od ojca. Wprowadził do obrotu białoskórniczego nowe artykuły, tzw. „futrówki” w kolorach pastelowych, które dotychczas nie były znane w Polsce, czarne skóry na kurtki i białe skóry na damskie obuwie. W 1905 roku zaczął produkować paskowe skóry deseniowe.
Jego zakład i fabryka (w latach 20. XX wieku pod nazwą „Wacław Piskorski i syn”) mieściły się przez 100 lat (od założenia przez Augusta Piskorskiego w 1844 roku) w Warszawie przy ul. Białoskórniczej 3 (tel. 2282) i specjalizowały się w wyrobie baranich i kozłowych skór rękawiczkowych oraz skór na kapelusze, kurtki, bandaże, białe zamsze i futrówki. O skali działania firmy może świadczyć fakt, że Wacław Piskorski – wraz z Ignacym Gepardem Knauffem i Feliksem Langem – zakupił w 1899 roku w likwidowanej „Nowej Garbarni” 39 tysięcy surowych skór baranich. W 1900 roku założył też syndykat zakupu skór surowych. Przed I wojną światową wyroby firmy były eksportowane, m.in. do Stanów Zjednoczonych. W dniu 11 listopada 1922 roku Wacław Piskorski przekazał fabrykę synowi Leonardowi.

## Nagrody
Wacław Piskorski brał udział w wielu międzynarodowych wystawach, zyskując ogólne uznanie. Wyroby firmy były odznaczane medalami na wystawach w Warszawie, Paryżu, Madrycie, Brukseli (1890) i innych.

„Przegląd Tygodniowy” w numerze 28. z 1885 roku pisał: 

jedyna słuszna zasługa należy się w tym dziale p. W. Piskorskiemu, właścicielowi fabryki wyrobów białoskórniczych w Warszawie, za wystawienie własnego wyrobu różnokolorowych skór glansowanych, zamszowych, łosiowych i innych na Wystawie Rolniczo-Przemysłowej w Warszawie.

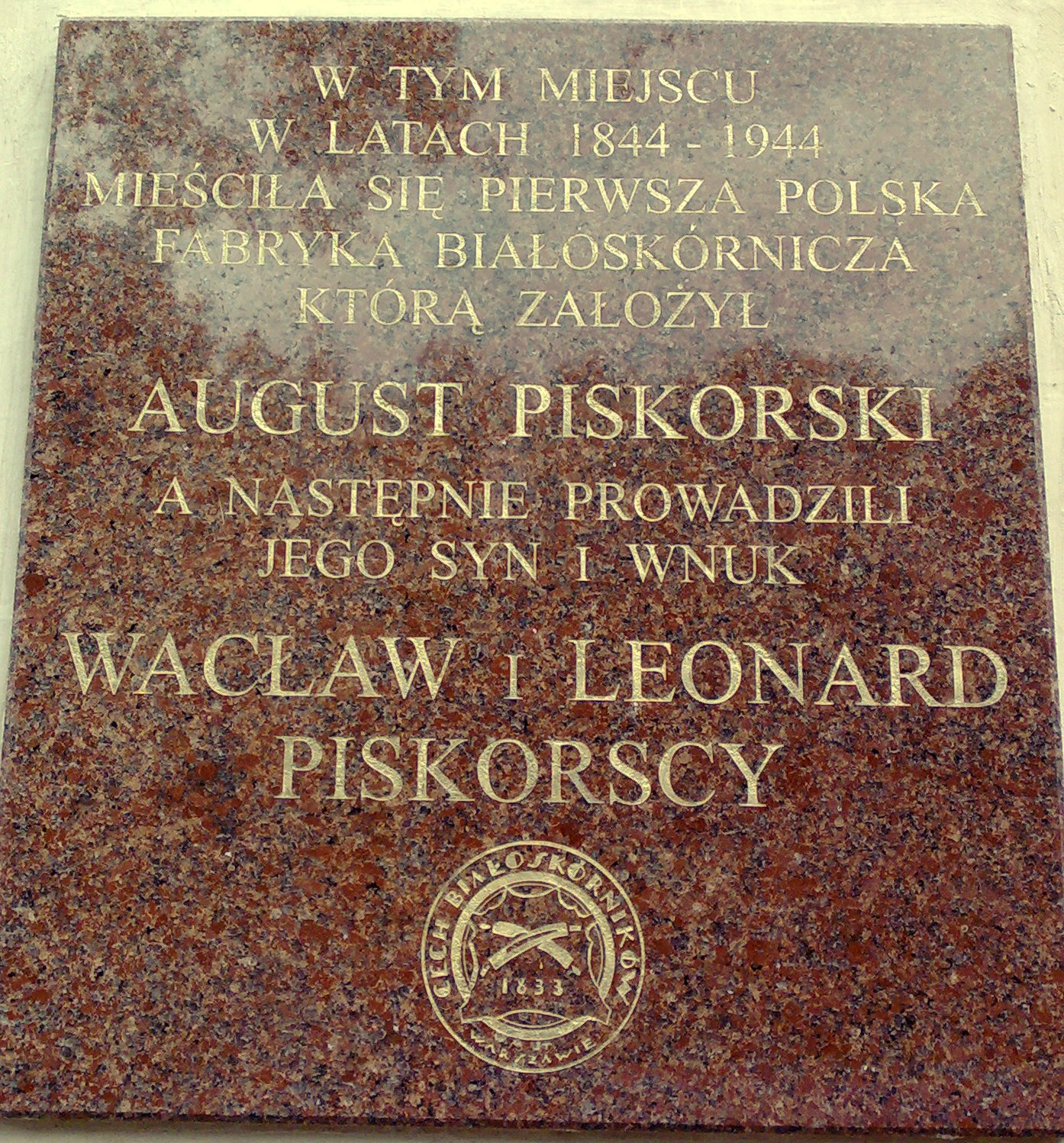
Tablica na domu przy ul. Białoskórniczej w Warszawie upamiętniająca najstarszy ród polskich białoskórników w Warszawie

„Kurjer Warszawski” w numerze 5. z 1889 roku wspominał: 

O wystawach z Królestwa Polskiego na Wystawie Powszechnej piszą nam z Paryża: Skóry kozłowe, baranie i łosiowe Piskorskiego z Warszawy są bardzo efektownie przedstawione. Witryna z temi wyrobami ściąga mnóstwo fachowych i niefachowych widzów. Pierwsi oddają zasłużone pochwały doskonałości wyrobów Piskorskiego wyłącznie dla rękawiczników przeznaczonych. Utrzymują, że porównanie z temi skórami, które zmiąć można jak najcieńszy batyst, jedynie podobne wyroby pierwszorzędnego fabrykanta Oriol wytrzymać mogą. Nieznawców nęci powabne urządzenie tej witryny i bardzo gustowne ułożenie w niej skór w kształcie wachlarza, o estetycznie dobranych barwach i odcieniach. P. W. Piskorski podobno wyuczył się swego fachu we Francyi i widocznie nie stracił czasu, gdyż wyroby jego tak pod względem delikatności i piękności, jak pod względem kolorowania o wiele przewyższają skóry tego rodzaju tutejszych wystawców, co jest rzeczą niemałej wagi.

## Praca dla cechu
Wacław Piskorski był starszym cechu białoskórników przez 43 lata, od 6 marca 1886 roku do śmierci w 1928 roku. Był powoływany na to stanowisko kilkanaście razy z rzędu.

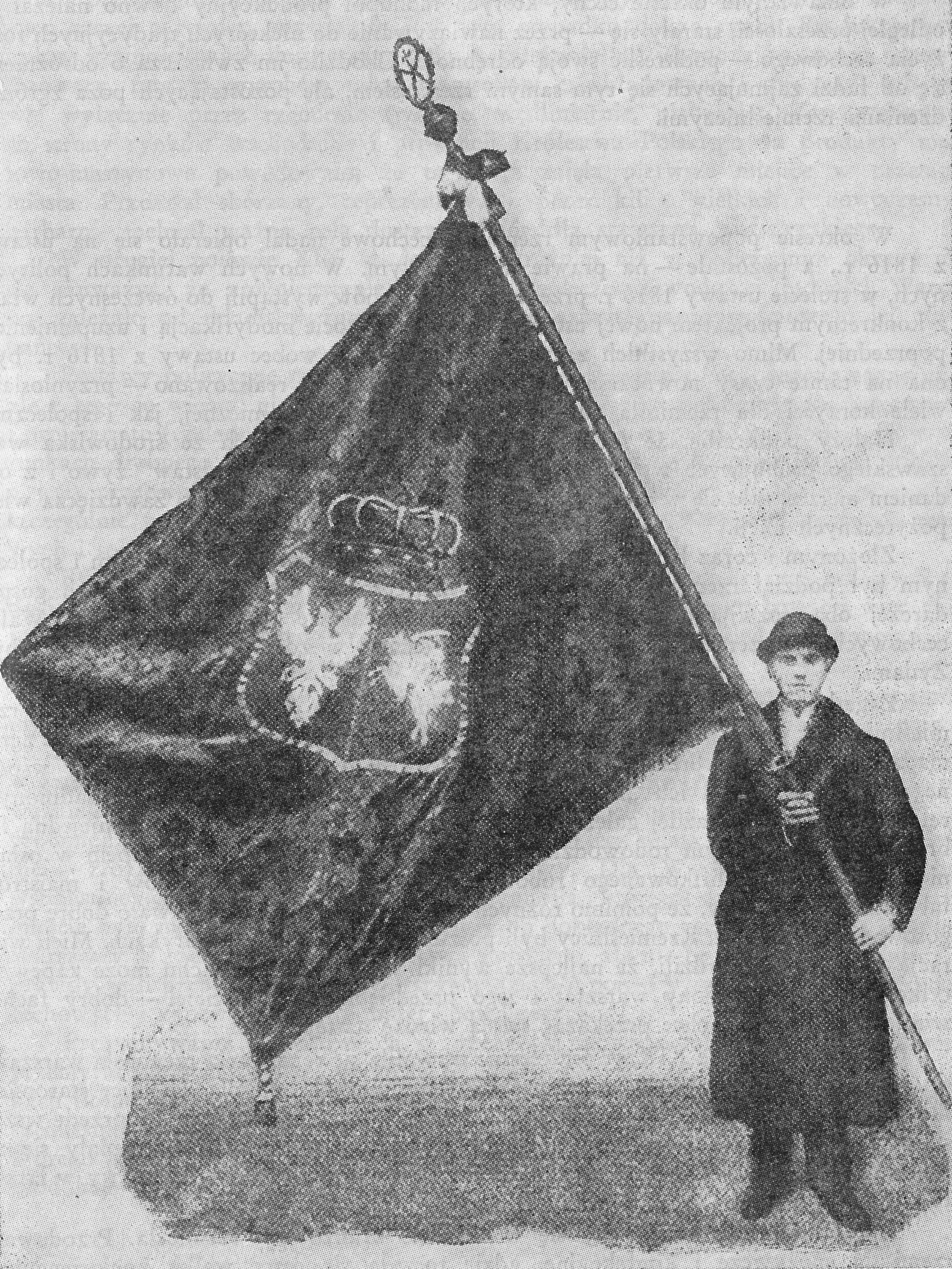
Sztandar warszawskiego cechu białoskórników – „Wacław”

W roku 1916 zainicjował ufundowanie sztandaru cechu białoskórników. Sztandarowi – w czasie jego chrztu (poświęcenia) w katedrze Św. Jana w Warszawie 31 grudnia 1916 roku – nadano imię „Wacław” na cześć Wacława Piskorskiego. Był to pierwszy w Warszawie sztandar cechowy, który – mimo ufundowania go przed odzyskaniem niepodległości przez Polskę – posiadał wyhaftowane godło Polski (Orła i Pogoń). 13 stycznia 1917 roku sztandar został skonfiskowany przez policję niemiecką, właśnie z tego powodu, że obok Orła była na nim Pogoń. Sztandar ten nie został nigdy odzyskany, mimo wielu starań cechu. W 1921 roku Wacław Piskorski znów dostał od cechu zadanie stworzenia sztandaru cechowego. Nowy sztandar, identyczny z poprzednim, został poświęcony 22 maja 1921 roku, znów w Katedrze i znów otrzymał imię „Wacław”.
Czterdziestolecie piastowania mandatu starszego cechu przez Wacława Piskorskiego było obchodzone w 1926 roku wyjątkowo uroczyście. Prezydent Warszawy Władysław Jabłoński nadesłał list gratulacyjny, a uroczystość jubileuszową 6 marca 1926 roku zaszczycili przedstawiciele najwyższych władz Polski i wszystkich cechów. Z okazji jubileuszu Wacław Piskorski przekazał 1 500 zł na rzecz Towarzystwa Bursy Rzemieślniczej dla chrześcijańskiej młodzieży terminatorskiej i przemysłowej w Warszawie przy ul. Czerniakowskiej 21.
Wacław Piskorski za swojego starszeństwa w cechu wypisał na czeladników 164 uczniów.

## Działalność społeczna
Czas wolny poświęcał sprawom społecznym. W 1900 roku był wydelegowany ze Związku Rzemieślników Chrześcijańskich na zjazd rzemieślniczy do Moskwy. W 1905 roku był przewodniczącym Komitetu Obywatelskiego Okręgu i Rozdawnictwa Żywności. W 1916 roku piastował funkcję wiceprzewodniczącego komisji wyborczej podczas wyborów do Rady Miejskiej, a w Polsce niepodległej był ławnikiem Sądu Pokoju i wiceprzewodniczącym komisji wyborczej przy wyborach do Sejmu.

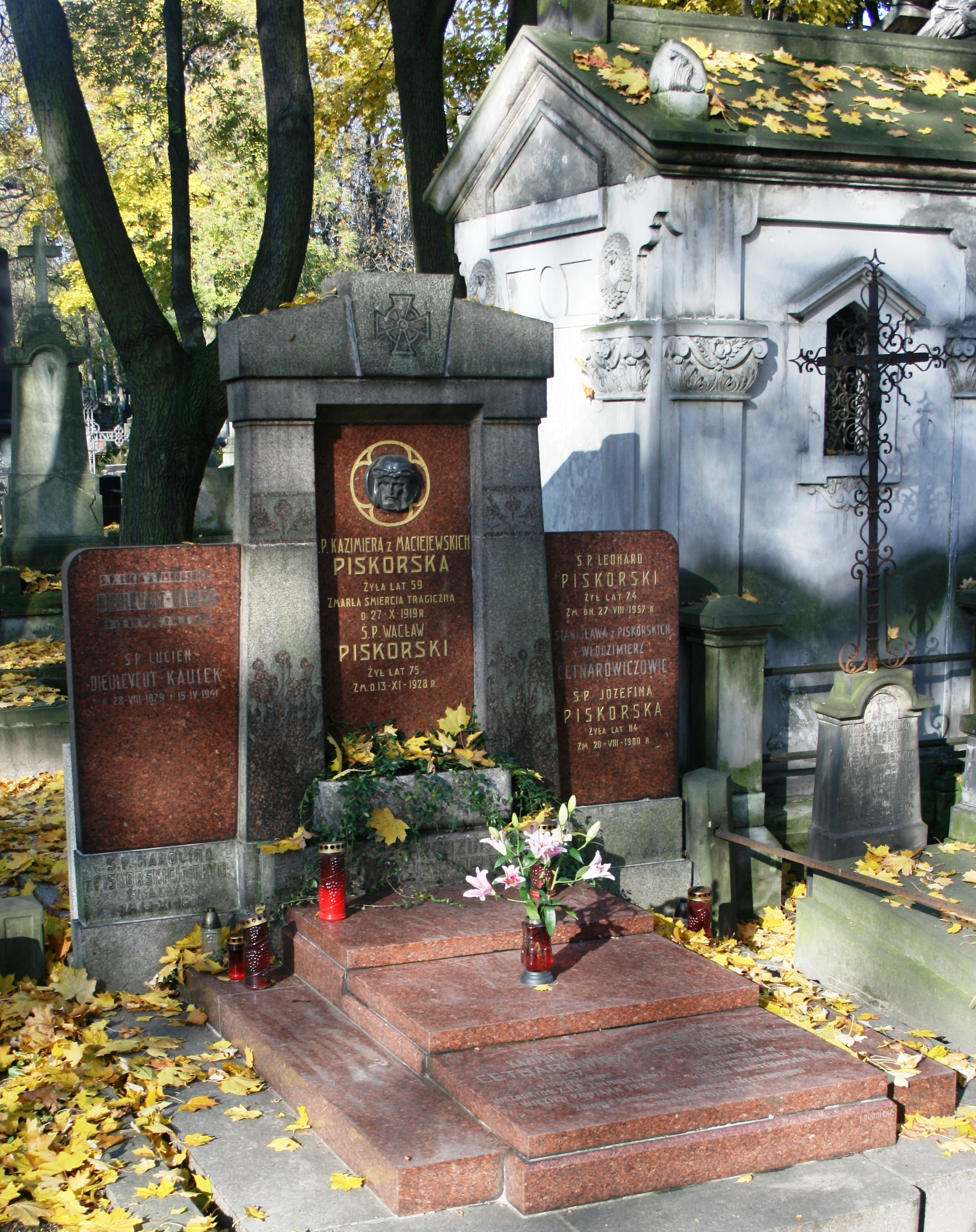
Grobowiec rodziny Wacława Piskorskiego na warszawskich Powązkach

## Życie prywatne
Wacław Piskorski był synem Augusta Piskorskiego i Franciszki Telesińskiej (1825–1861, siostry Józefa Telesińskiego). August Piskorski miał co najmniej 15 dzieci, w tym z Franciszką – co najmniej pięcioro. Wacław ożenił się z Kazimierą z Maciejewską (1860–1919), z którą miał czworo dzieci: Leonarda, Łucję (późniejszą żonę Lucjana Kauleka), Stanisławę i Tomasza. Po śmierci został pochowany w grobie rodzinnym na warszawskich Powązkach (kwatera 18-5-4/5).